# ГЛАМ (културно наслеђе)
ГЛАМ је акроним за галерије, библиотеке, архиве и музеје, и односи се на културне институције са мисијом да обезбеде приступ знању. ГЛАМ прикупљају и одржавају материјале културног наслеђа у јавном интересу. Као институције за прикупљање података, ГЛАМ чувају и чине доступним примарне изворе вредним за истраживаче. Термин, посебно у сродним облицима као што је ЛАМ, се све више користи за компаративне студије ових институција, често мотивисан њиховом конвергенцијом.
Верзије акронима укључују ГЛАМР, који прецизира управљање документима (records management), и ранији облик ЛАМ, који није прецизирао „галерије“ (било да се посматра као подскуп музеја, или се потенцијално може мешати са комерцијалним установама у којима се уметност купује и продаје ). Други облик је ГЛАМА, који укључује академски круг или алтернативно ГЛЕАМ („Образовање“).

## Историја
Као скраћеница, ЛАМ је у употреби од 1990-их; појавио се када су ове институције виделе да се њихове мисије преклапају, стварајући потребу за ширим груписањем сектора индустрије. Ово је постало очигледно када су своје колекције пласирали на интернет – уметничка дела, књиге, документи и артефакти који су заправо постали „информациони ресурси“. Рад на стварању колекција ГЛАМ сектора онлајн подржавају ГЛАМ Пик у Аустралији и Национални дигитални форум на Новом Зеланду.
Заговорници веће сарадње тврде да је садашња конвергенција заправо повратак традиционалном јединству. Ове институције деле епистемолошке везе које датирају из „Музеја“ у Александрији и настављају се кроз кабинете куриозитета окупљених у раној модерној Европи. Временом како су се збирке шириле, оне су постајале све специјализованије и њихово чување је било одвојено према облику информација и врсти корисника. Штавише, током деветнаестог и двадесетог века за сваку врсту институција су се развила посебна професионална друштва и образовни програми.
Опен-ГЛАМ (Galleries, Library, Archives, and Museums) је термин који је стекао популарност од 2010. да опише иницијативу, мрежу и покрет који подржава размену и сарадњу између културних институција које подржавају отворен приступ њиховим дигитализованим збирке.
ГЛАМ-Вики иницијатива помаже институцијама културе да поделе своје отворено лиценциране ресурсе са светом кроз пројекте сарадње са искусним уредницима Википедије. Опен-ГЛАМ и ресурси отворених података из сектора наслеђа се сада често користе у истраживању, издаваштву и програмирању, посебно у истраживању и настави дигиталних друштвених наука.